# Carola Cobo
Carolina Cobo Paz (Cobija, Bolivia, 27 de septiembre de 1902 - La Paz, agosto de 2003). Más conocida como Carola Cobo, fue una artista boliviana de teatro y radio, conocida sobre todo por sus libros de recetas culinarias y por ser una de las mujeres fundadoras del teatro nacional. 

## Biografía
Carola Cobo nació en la ciudad de Cobija del Territorio Nacional de Colonias del Noroeste (actual departamento de Pando), Bolivia, el año 1909. Para el momento de su nacimiento, el territorio llevaba el nombre de Territorio de Colonias (el departamento de Pando se creó en 1938). Carola fue hija de José Reyes Cobo y Carolina Paz. Se casó con el músico Alberto Ruíz Lavadenz con quien tuvo tres hijos, Martha Ruíz Cobo de Paredes, Hernán Ruíz Cobo y Adela Ruíz Cobo de Forrastal.
En 1929, junto a su esposo, fundó la Compañía de Dramas y Comedias "Tiahuanacu", que posteriormente contó con la presencia de importantes actores del ámbito boliviano como Wenceslao Monroy y Marco Ibargüen. Con la llegada de la Guerra del Chaco, su Compañía se disolvió, pero volvió a reunirse en 1941, esta vez bajo la dirección de Wenceslao Monroy. Carola fue la primera actriz del elenco, con el que realizó una gira por todo el país con gran éxito. 
Al volver de la gira, Carola fundó su propia compañía de radioteatro, con la que participó en Radio Illimani, Radio Sucre y Radio Bolívar. Produjo también un programa especial para ser escuchado en el hogar: "Cartas a una madre". 
En 1940 convocó a la familia de músicos Arteaga para formar un conjunto de música folklórica en el que ella cantaría. En 1941, esta agrupación se presentó en un concurso en Chile, en donde ganó el primer puesto y la posibilidad de grabar 10 discos. Entre algunas de las obras premiadas están: "Aguilita Voladora", compuesta por Alberto Arteaga y "Me amarás hasta el cielo", de Julio Arteaga.
En su labor como actriz también participó en obras de la Compañía de Teatro Social del célebre dramaturgo y alcalde de La Paz Raúl Salmón. También participó en el cortometraje dirigido por el cineasta boliviano Marcos Loayza llamado El olor de la vejez, basado en los libros Los cuartos y Vidas y muertes de Jaime Sáenz.
En 1954 viajó a Buenos Aires, en donde estudió cosmética, belleza y peluquería. En el ámbito literario, es importante su "Carta a mi difunta madre" con la que obtuvo una mención honrosa en un concurso auspiciado por la Asociación Cristiana Femenina. No obstante, es más recordado su trabajo como escritora de recetas de cocina boliviana e internacional.
Carola Cobo falleció en la ciudad de La Paz en 2003 a sus 95 años de edad.

## Obras
- La mágica repostería de Doña Carola Cobo. Masitas, postres y jugos[6]
- Recetario de comidas bolivianas y extranjeras[7]
- Carta a mi difunta madre